# Louang Namtha
Louang Namtha (laot. ຫລວງນໍ້າທາ) – miasto w północnej części Laosu, nad rzeką Nam Tha, stolica prowincji Louang Namtha.